# Saprinus rhodesiae
Saprinus rhodesiae är en skalbaggsart som beskrevs av Reichardt 1933. Saprinus rhodesiae ingår i släktet Saprinus och familjen stumpbaggar. Inga underarter finns listade i Catalogue of Life.